# Ларішес (музей)
La Richesse (фр. багатство) — музей кримськотатарських старожитностей, створений на початку липня 2011 року на території історичного комплексу Зинджирли-медресе в селищі Салачик (історичний район Бахчисарая) на основі колекції президента асоціації «Франція-Крим» Гулівера Алтина (започаткована 14 лютого 2004).
Експозиція музею (1,5 тисячі предметів) вміщує найбільшу у світі колекцію зображень Криму і кримських татар XIII—XX ст. (гравюри, літографії з краєвидами Криму, зображення його жителів 1535—1921, фотоматеріали про Крим і кримських татар періоду Другої світової війни), колекцію географічних карт 1550—1906, бібліотеку раритетних книжок 1552—1935, предмети побуту кримських татар XVII — початку XX ст.
До повернення в Крим експонати музею «La Richesse» зберігалися в сейфах одного з французьких банків.

## Експозиції
Перша зала музею присвячена топонімії Криму і названа на честь кримськотатарського топографа початку XIX століття Ахмеда Киримія. Тут представлено колекцію з понад 100 оригінальних старовинних карт.
2-а зала — «Девлет» («Держава») — розповідає про історію Кримського ханства (гравюри із зображеннями ханів, книжки, видані в цей період, листи ханів до своїх дружин і державних правителів тощо).
3-я зала — експонати з історії Криму кінця XVII — кінця XIX ст.
4-а зала — унікальні світлини, зроблені німецькими окупантами в 1941—1943 рр. у Криму.
5-а зала представляє картини відомого кримськотатарського живописця Рустема Емінова із серії «Унутма» («Пам'ятай»). Його твори присвячені темі депортації кримськотатарського народу (жодного фотодокумента про ті події не збереглося).
6-а та 7-а зали — виставки картин сучасних кримськотатарських художників (постійно змінюватимуться).